# Bota de Oro 1977-78

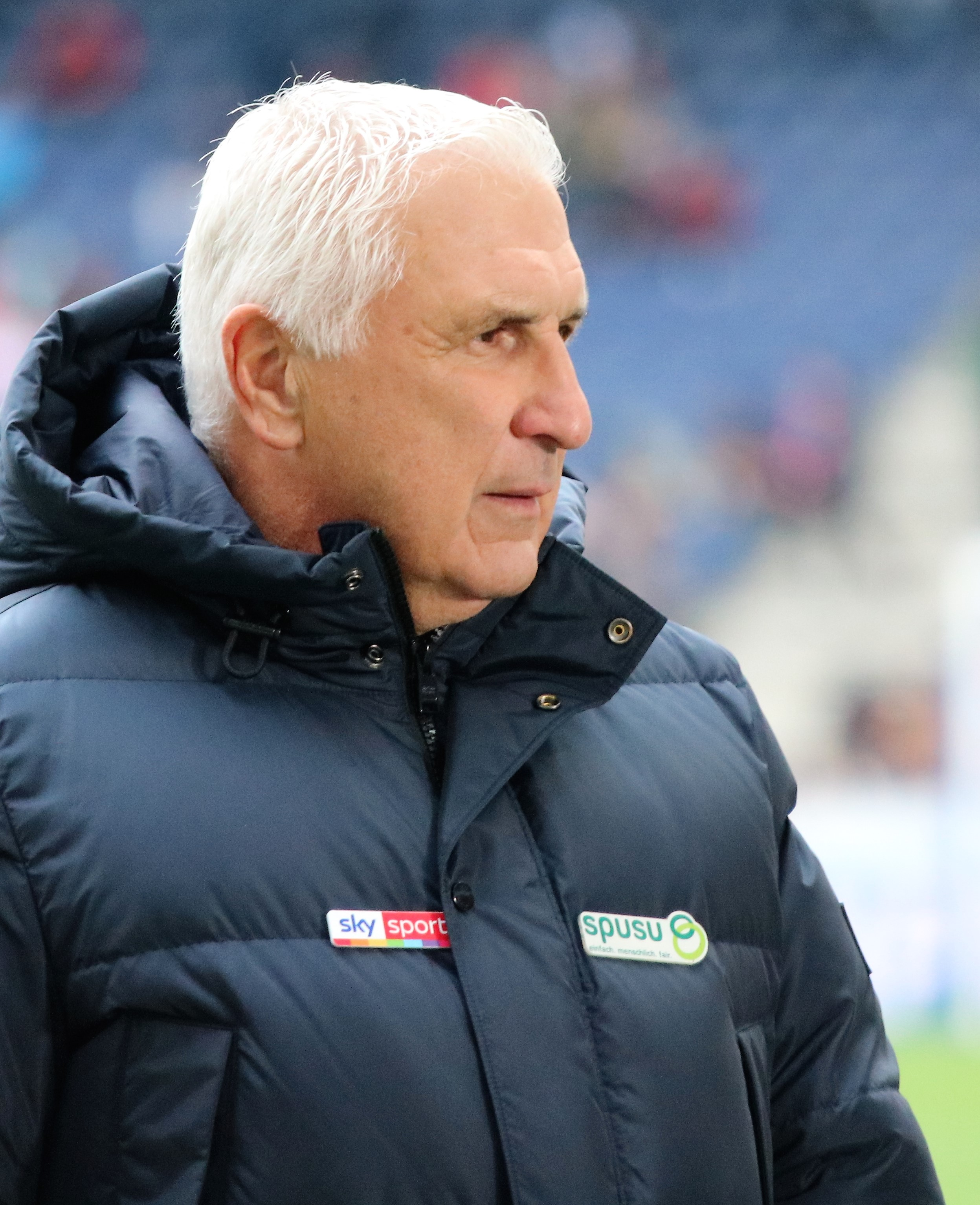
Hans Krankl, ganador en 1977-78.

La Bota de Oro 1977-78 fue un premio entregado por la European Sports Magazines al futbolista que logró la mayor cantidad de goles en la temporada europea.
El ganador de este premio fue el jugador austriaco Hans Krankl por haber conseguido 41 goles en la Bundesliga de Austria. Krankl ganó la bota de oro cuando jugaba para el equipo Rapid Viena.

## Resultados
| Posición | Futbolista     | Club                   | Campeonato            | Goles |
| -------- | -------------- | ---------------------- | --------------------- | ----- |
| 1        | Hans Krankl    | Rapid Viena            | Bundesliga de Austria | 41    |
| 2        | Carlos Bianchi | Paris Saint-Germain FC | Ligue 1               | 37    |
| 3        | Ruud Geels     | Ajax Ámsterdam         | Eredivisie            | 32    |